# Scrophularia badghysi
Scrophularia badghysi är en flenörtsväxtart som beskrevs av V.P. Bochantsev. Scrophularia badghysi ingår i släktet flenörter, och familjen flenörtsväxter. Inga underarter finns listade i Catalogue of Life.